# Polyrhachis alphea
Polyrhachis alphea är en myrart som beskrevs av Smith 1863. Polyrhachis alphea ingår i släktet Polyrhachis och familjen myror.

## Underarter
Arten delas in i följande underarter:
- P. a. alphea
- P. a. rufiventris